# Râul Balikh
Râul Balikh (în arabă نهر البليخ) este un râu peren care își are originea în izvorul Ain al-Arous din apropiere de Tell Abyad în pădurile de conifere-sclerofile-foioase din Marea Mediterană de Est ecoregiune. Curge spre sud și se alătură Eufratului în orașul modern Raqqa. Balikh este al doilea afluent ca mărime al Eufratului din Siria, după râul Khabur. Este o sursă importantă de apă și secțiuni mari au fost recent supuse canalizării.

## Geografie
Sursa principală a râului Balikh este izvorul caristice din Ain al-Arous, la sud de granița Siria-Turcia. În plus, Balikh primește apă de la o serie de fluxuri periodice și wadis care drenează Câmpia Harran la nord, precum și câmpiile de la vest și est de valea râului. Aceste fluxuri sunt Jullab, Wadi Qaramogh și Wadi al-Kheder.
La câțiva kilometri sud de Ain al-Arous, Balikhului i se alătură canalul Jullab. Acest mic râu curge de la izvoarele de la nord de Șanlıurfa, dar deja se usucă la Harran, înainte de a putea ajunge la Balikh. Numeroase puțuri acum uscate din orașul vechi Harran sugerează, totuși, că masa de apă ar fi putut fi semnificativ mai mare în trecut.
Wadi al-Kheder drenează câmpia la est de Valea Balikh și este alimentată de Wadi al-Burj și Wadi al-Hamar, care, la rândul său, este alimentată de Wadi Chuera. Aceste wadis, precum și Wadi Qaramogh, pot transporta cantități considerabile de apă după ploi abundente, iar blocuri mari de calcar pot fi găsite în cursurile lor inferioare.

## Istoric
Râul Balikh formează inima unei regiuni culturale bogate. Pe ambele maluri sunt numeroase movile de decontare datând din unele cazuri cel puțin Neolitic târziu, mileniul 6 î.Hr. În epoca bronzului (mileniul 3 î.Hr.) antic Tuttul (aproape de Raqqa de astăzi în delta Balikh) și Tell Chuera în nord (în Wadi Hamad aproape de Balikh) au fost orașe importante.  De-a lungul mileniilor, regiunea a cunoscut o interacțiune continuă între triburile nomade și populațiile stabilite. Unul a luat uneori avantajul asupra celuilalt.
În Antichitatea clasică regiunea a fost numită Osrhoene cu capitala la Edessa/Callirrhoe (ar-Ruha'.)  Ar-Ruha' și un alt oraș antic proeminent al văii Balikh, Harran (Carrhae romană), figura în tradițiile musulmane și evreiești, respectiv, în povestirile lui Avraam și ale altor patriarhi (și matriarhi) evrei. După cucerirea islamică din secolul al VII-lea î.Hr., regiunea a fost cunoscută sub numele unui trib arab Diyar Mudar, țara Mudarului. În 762, califul al-Mansur a construit un oraș de garnizoană la confluența Eufratului, Ar-Rafiqa, care a fuzionat cu orașul elenistic Kallinikos în aglomerația urbană Raqqa.

### Cercetări arheologice în bazinul râului Balikh
Călătorii europeni ai secolului al XIX-lea au remarcat prezența vestigiilor arheologice în Valea Balikh, dar primele investigații nu au fost efectuate până în 1938, când arheologul englez Sir Max Mallowan (soțul autorului Agatha Christie) a petrecut șase săptămâni investigând cinci situri arheologice datând din mileniul al șaptelea până în al doilea mileniu î.Hr.
În 1969, o echipă franceză condusă de Jacques Cauvin a început investigațiile, echipa sa a expus opt niveluri de ocupație neolitică într-un sondare limitată pe versantul nordic al sitului. 
Săpăturile de la Tell Hammam al-Turkman au fost inițiate sub conducerea dr. Maurits N. van Loon (1981-1986, Universitatea din Amsterdam). În 1988, proiectul a fost continuat sub conducerea dr. Diederik J.W. Meijer (1988-2001, Universitatea Leiden). Situl a oferit o cultură materială bine stratificată care a permis analiza istoriei așezării din valea Balikh. Mai târziu, alte săpături au completat reconstrucția unei istorii regionale de ocupație. Unul dintre cele mai vechi situri, Tell Sabi Abyad, este în prezent excavat sub conducerea arheologului olandez Peter Akkermans.
De altfel, situl arheologic turcesc Göbekli Tepe este situat pe un deal direct la nord și cu vedere la Câmpia Haranului care alimentează sistemul fluvial Balikh.

### Situri arheologice excavate în bazinul râului Balikh
- Tell Aswad
- Tell Bi'a (aproape de confluența balihilor cu Eufratul)
- Tell Balabra (pe Wadi Qaramogh)
- Tell Chuera (Harbe asirian; pe Wadi Chuera)
- Tell Hammam et-Turkman
- Tell Jidle
- Tell Sabi Abyad
- Tell Sahlan
- Tell as-Saman
- Tell Zeidan (lângă Raqqa Siria)